# قرار مجلس الأمن التابع للأمم المتحدة رقم 1239
قرار مجلس الأمن التابع للأمم المتحدة رقم 1239، المتخذ في 14 أيار / مايو 1999، بعد الإشارة إلى القرارات 1160 (1998) و1199 (1998) و1203 (1998)، دعا إلى وصول موظفي الأمم المتحدة وغيرهم من العاملين في المجال الإنساني العاملين في كوسوفو إلى الأجزاء الأخرى جمهورية يوغوسلافيا الاتحادية (صربيا والجبل الأسود).
وأشار مجلس الأمن إلى ميثاق الأمم المتحدة، والإعلان العالمي لحقوق الإنسان، والاتفاقيات الدولية المتعلقة بحقوق الإنسان، والاتفاقيات والبروتوكول المتعلقة بوضع اللاجئين، واتفاقيات جنيف وغيرها من صكوك القانون الإنساني الدولي. وأعرب عن قلقه إزاء الكارثة الإنسانية التي حدثت في كوسوفو وحولها نتيجة للأزمة المستمرة. علاوة على ذلك، كان هناك قلق بشأن تدفق اللاجئين الكوسوفيين إلى ألبانيا ومقدونيا والبوسنة والهرسك وبلدان أخرى. وأشار في هذا الصدد إلى نية الأمين العام كوفي عنان إرسال بعثة إلى كوسوفو لتقييم الاحتياجات الإنسانية.
وأشاد القرار بالجهود التي بذلتها بالفعل الدول الأعضاء ومفوضية الأمم المتحدة لشؤون اللاجئين ومنظمات الإغاثة الإنسانية الأخرى. وطُلب منهم تقديم المساعدة إلى المشردين داخليا في كوسوفو والجبل الأسود وأجزاء أخرى من جمهورية يوغوسلافيا الاتحادية. ودعا مجلس الأمن إلى السماح بوصول الأمم المتحدة وجميع العاملين في المجال الإنساني العاملين في كوسوفو وأجزاء أخرى من جمهورية يوغوسلافيا الاتحادية، مؤكدا من جديد حق اللاجئين في العودة إلى ديارهم بأمان. وأكد أنه بدون حل سياسي فإن الوضع الإنساني سيستمر في التدهور بما يتفق مع المبادئ التي اعتمدتها مجموعة الثماني.
واتخذ القرار بأغلبية 13 صوتا وامتنعت دولتان عن التصويت من الصين وروسيا، حيث ادعت أن قصف الناتو ليوغوسلافيا دون تفويض من مجلس الأمن ساهم في الأزمة، معربا عن أسفه لعدم ذكر ذلك في القرار.

## روابط خارجية
- نص القرار في undocs.org